# Ebertstraße (Berlin)
Die Ebertstraße ist eine nach dem Politiker Friedrich Ebert benannte vierstreifige Hauptverkehrsstraße im Berliner Bezirk Mitte.

## Lage und Verlauf
Die Ebertstraße verläuft in Nord-Süd-Richtung. Am nördlichen Ende der Straße liegt der Friedrich-Ebert-Platz. Hier laufen die Scheidemannstraße von Westen und die Dorotheenstraße von Osten her auf die Ebertstraße zu. In ihrem Verlauf quert sie den Platz des 18. März, wo sie unmittelbar westlich am Brandenburger Tor vorbeiführt und an dem die von Westen kommende Straße des 17. Juni einmündet. Im Süden mündet sie in den Straßenzug Potsdamer Platz, worauf dieser dann noch weiter südlich in die Stresemannstraße übergeht. Die Ebertstraße befindet sich nahezu vollständig im Ortsteil Mitte, nur der westliche Bürgersteig des Straßenabschnitts nördlich des Brandenburger Tors gehört zum Ortsteil Tiergarten. Seit der Pariser Platz zu einer Fußgängerzone umgestaltet wurde, ist der Abschnitt der Ebertstraße nördlich von Brandenburger Tor, Platz des 18. März und Straße des 17. Juni ein Teil der auf gemeinsamer Trasse geführten Bundesstraßen B 2 und B 5.

## Geschichte

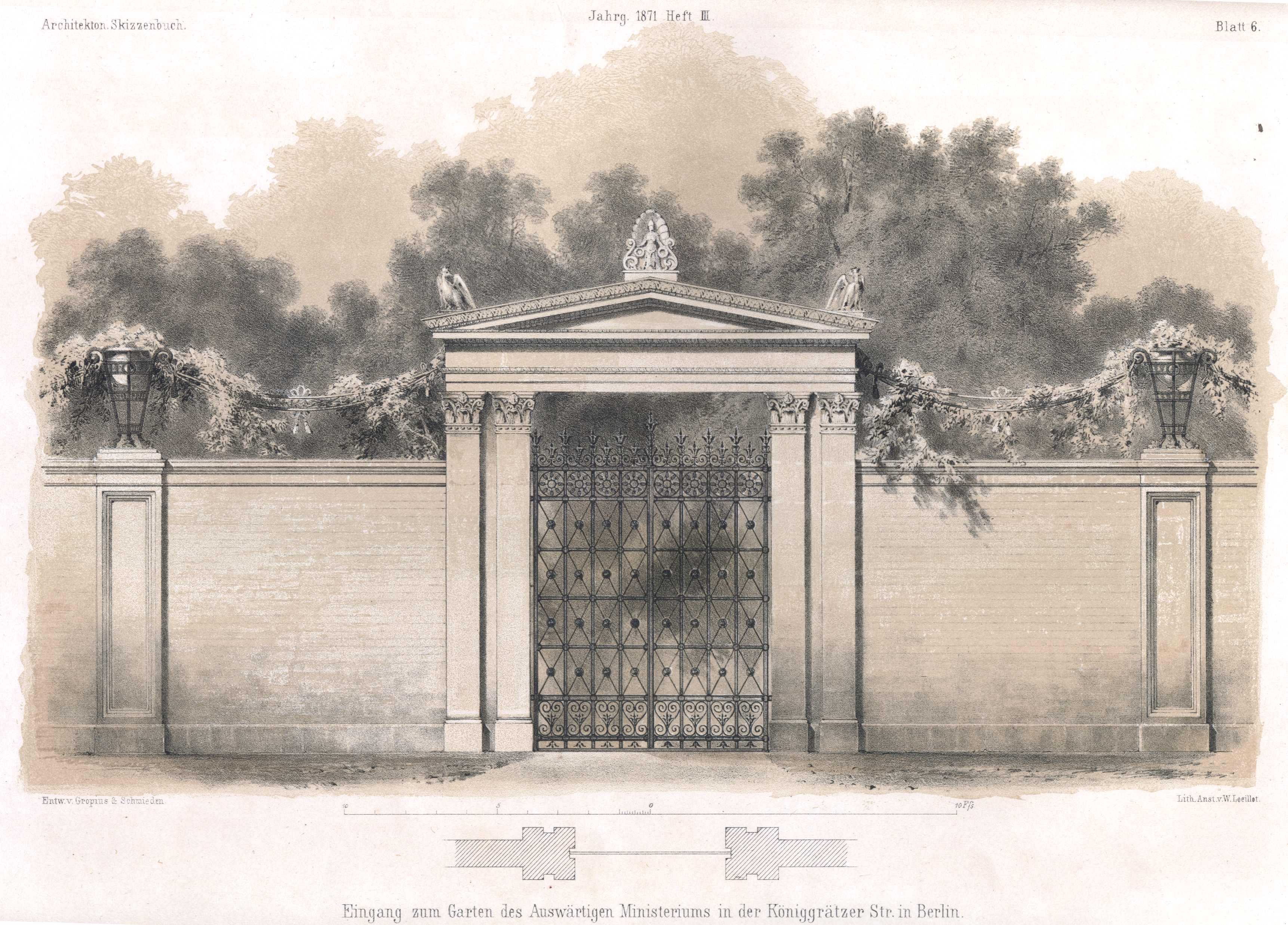
Skizze eines Tors zu den Ministergärten an der heutigen Ebertstraße im 19. Jahrhundert

Die heutige Ebertstraße beziehungsweise deren Teilabschnitte trugen im Laufe ihrer Geschichte bereits zahlreiche andere Namen: Kasernenstraße (ab etwa 1767 bis 1859 nördlich des Brandenburger Tors), Sommerstraße (benannt nach Stadtrat Carl August Heinrich Sommer, 1859 bis 1925 an gleicher Stelle); südlich anschließend Schulgartenstraße (außerhalb der Berliner Zollmauer, benannt nach dem dortigen Schulgarten Johann Julius Heckers, 1831 bis 1867), Brandenburgische Kommunikation (1845 bis 1867 innerhalb der Zollmauer); danach Königgrätzer Straße (1867 bis 1915). Um die österreichisch-ungarischen Verbündeten im Ersten Weltkrieg nicht durch die Erinnerung an die Schlacht bei Königgrätz zu brüskieren, sondern zu ehren, wurde sie 1915 zur Budapester Straße. Bereits 1925, weniger als zwei Monate nach Friedrich Eberts Tod, wurde die Straße in Friedrich-Ebert-Straße benannt: Ebert wurde 1912 in dem an dieser Straße tagenden Reichstag erstmals Abgeordneter, und die Rückseite (Gartentor) des Reichspräsidentenpalais lag an derselben Straße. Dafür wurde der nordöstliche Teil des Kurfürstendamms in Budapester Straße umbenannt.
Nach acht Jahren, gleich zu Beginn der Zeit des Nationalsozialismus, wurde sie 1933 nach dem damaligen Reichstagspräsidenten Hermann Göring (NSDAP) in Hermann-Göring-Straße umbenannt. Dieser Name wurde nach Ende des Zweiten Weltkriegs im Jahr 1945 nicht mehr benutzt, die amtliche Umbenennung erfolgte aber erst am 31. Juli 1947. In der Nachkriegszeit war die Ebertstraße Grenze zwischen dem sowjetischen und dem britischen Sektor Berlins. 1961 wurde die Berliner Mauer auch im Verlauf dieser Straße errichtet.
Der früher zur Ebertstraße gehörende platzartige Abschnitt auf der Ostseite des Reichstagsgebäudes heißt seit 1999 Friedrich-Ebert-Platz, der sich bis zur Kreuzung der Dorotheen- mit der Ebertstraße erstreckt. Er wurde im Zuge der Umgestaltungen im Spreebogen und im Regierungsviertel nach dem Hauptstadtbeschluss neugestaltet. Der ehemalige Verlauf der Berliner Mauer ist durch ein Steinband im Boden angedeutet.

## Im Untergrund
Im Untergrund der Ebertstraße befindet sich seit 1936 ein zweigeschossiger Eisenbahntunnel, in dessen unterem Stockwerk die S-Bahn-Strecke vom Bahnhof Potsdamer Platz zum Bahnhof Brandenburger Tor verläuft und dessen oberes Stockwerk als Kehr- und Abstellanlage für die Südringspitzkehre gebaut wurde. Als eine der Änderungen wegen der nach Baubeginn der Nordsüd-S-Bahn verkündeten Pläne für eine „Welthauptstadt Germania“ wurde auf die Einführung der Südringspitzkehre in den Nord-Süd-Tunnel verzichtet und so wurde dieses Obergeschoss bis heute nur als Abstellanlage für die in der Nordsüd-S-Bahn verkehrenden Durchmesserlinien genutzt. Das im Eisenbahnerjargon „Heuboden“ genannte Obergeschoss könnte zum Kernstück für eine weitere – unter dem Namen S21 geplante – Nord-Süd-S-Bahn werden, wenn die Lücke zwischen der im Bau befindlichen S-Bahn-Station im Hauptbahnhof und diesem auf Höhe der Behrenstraße endenden Teils geschlossen wird.

## Bauwerke und Denkmale
An der Ebertstraße befinden sich einige der bedeutendsten Sehenswürdigkeiten Berlins. Am nördlichen Ende steht das Reichstagsgebäude, dann folgt das Brandenburger Tor. Vom – im Verlauf der Ebertstraße liegenden – Platz des 18. März ist entlang der Straße des 17. Juni der Blick auf die Berliner Siegessäule frei. Weitere Sehenswürdigkeiten sind die US-Botschaft, deren Westseite unmittelbar an der Ebertstraße liegt, das Denkmal für die ermordeten Juden Europas (auch Holocaust-Mahnmal, ebenfalls östlich an die Ebertstraße grenzend) und das Denkmal für die im Nationalsozialismus verfolgten Homosexuellen (gegenüber dem Holocaust-Mahnmal westlich der Ebertstraße). Ebenfalls gegenüber dem Holocaust-Mahnmal steht im direkt an die Ebertstraße grenzenden Großen Tiergarten ein Goethe-Denkmal. An der Straße In den Ministergärten östlich der Ebertstraße befinden sich die Gebäude der Landesvertretungen beim Bund von Rheinland-Pfalz, des Saarlandes, Hessen sowie die von Niedersachsen und Schleswig-Holstein sowie Brandenburg und Mecklenburg-Vorpommern jeweils gemeinsam genutzten Häuser. Das südliche Ende der Straße begrenzen die Bauten des Potsdamer Platzes.

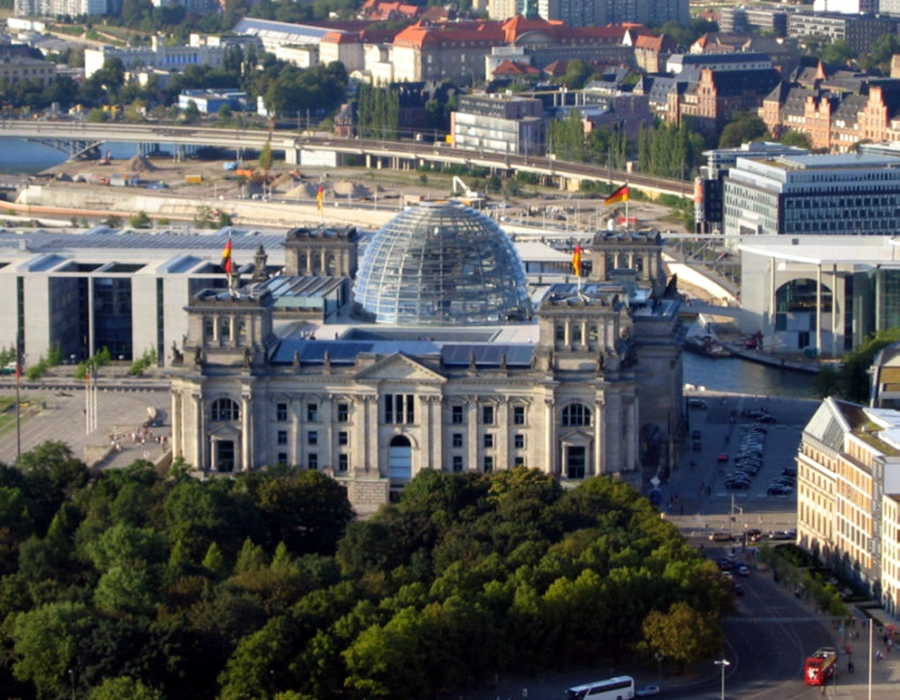
Reichstagsgebäude aus der Vogelperspektive, das nördliche Ende der Ebertstraße ist in diesem Bild rechts unten zu erkennen
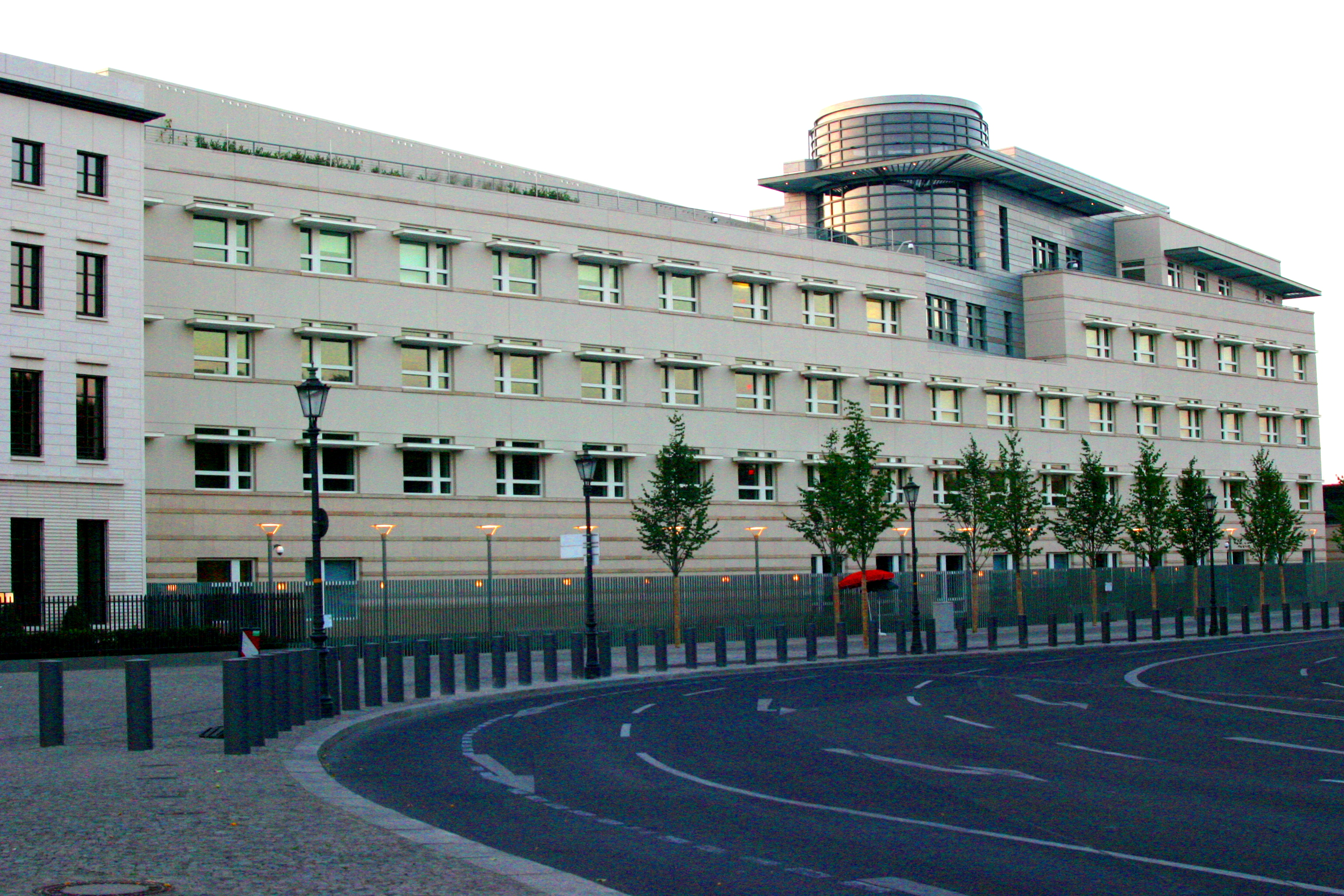
Westseite der US-Botschaft an der Ebertstraße
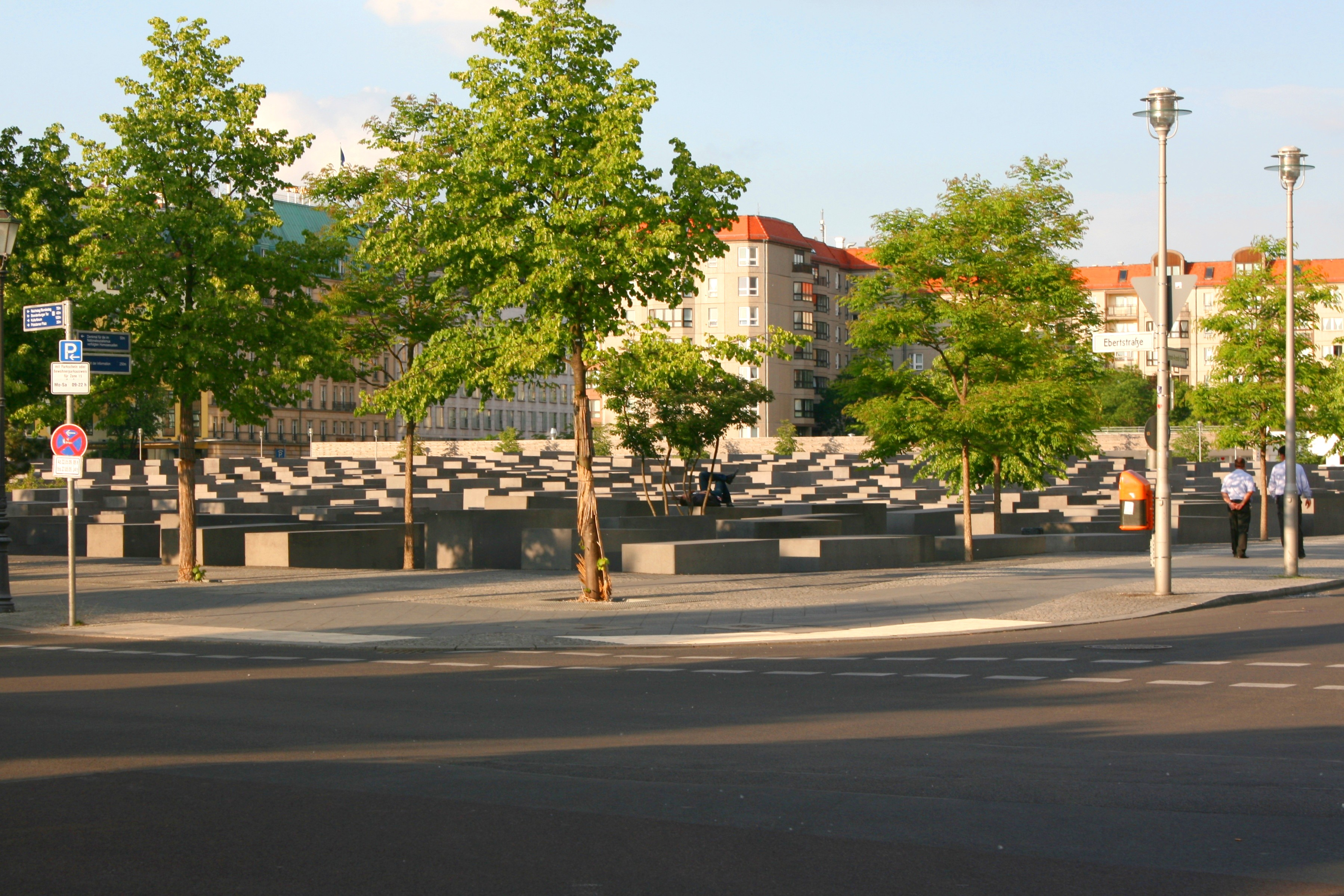
Blick von der Ebertstraße über das Denkmal für die ermordeten Juden Europas
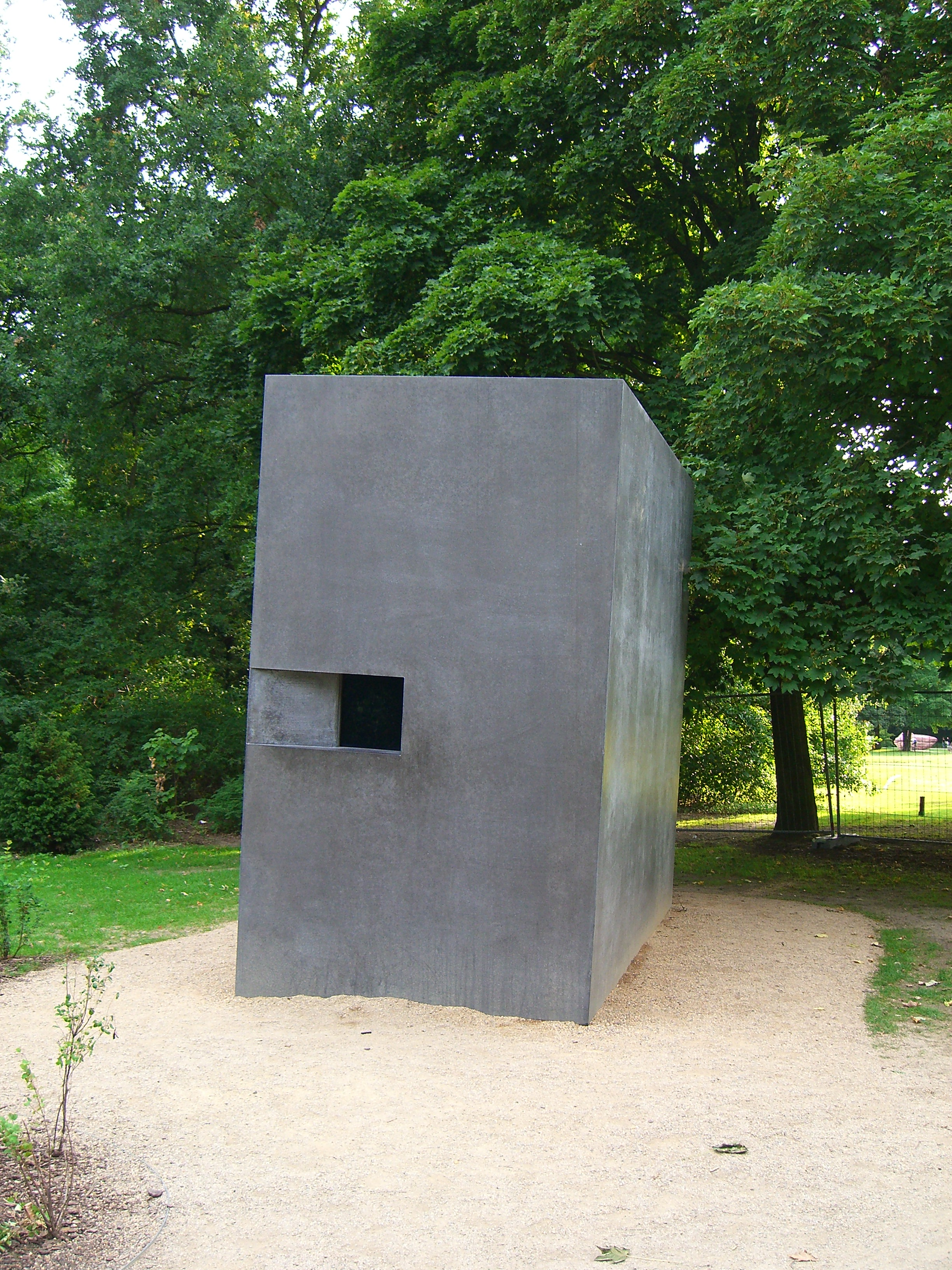
Denkmal für die im Nationalsozialismus verfolgten Homosexuellen
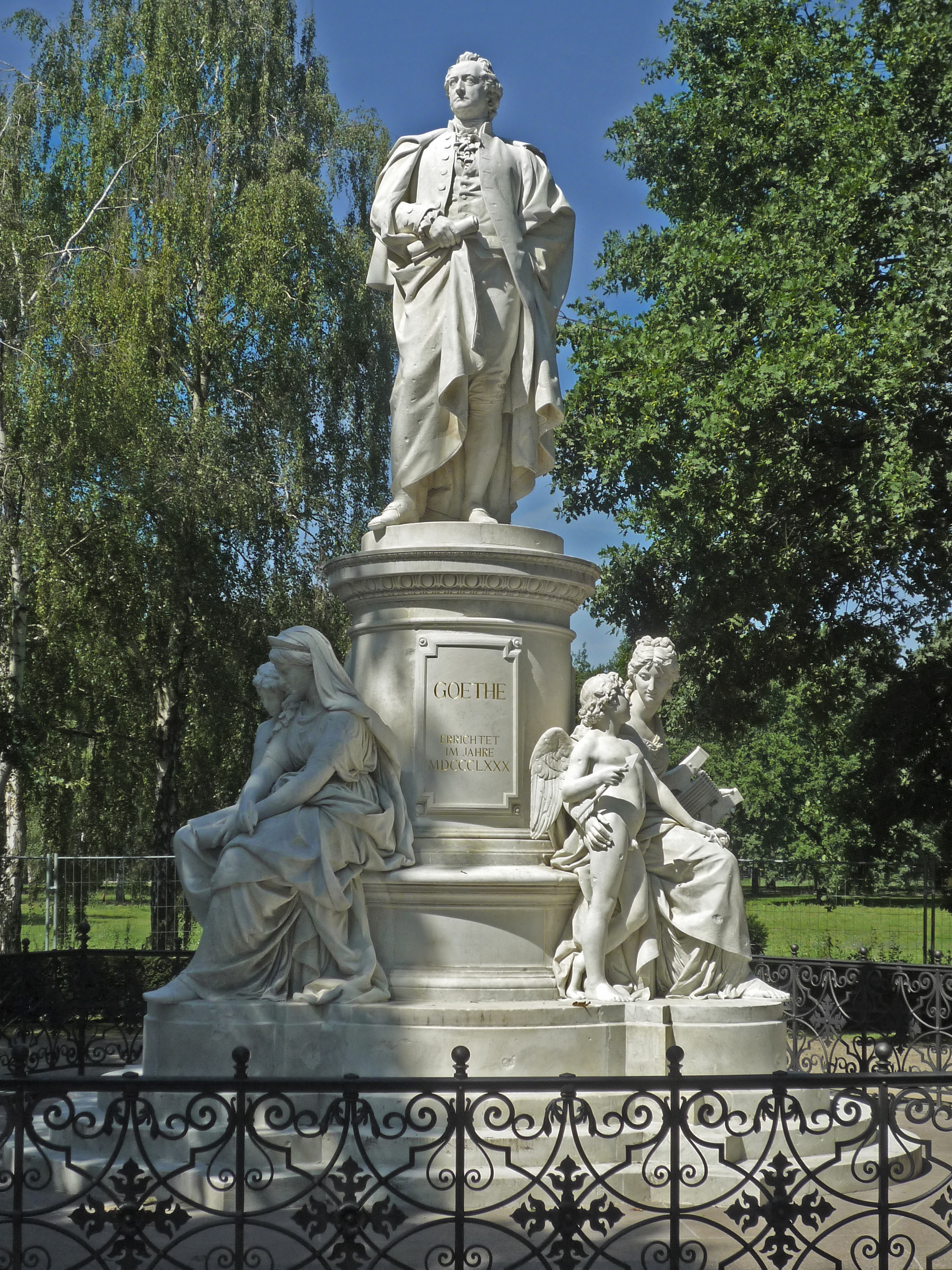
Goethe-Denkmal